# Judonchulus micoletzki
Judonchulus micoletzki är en rundmaskart. Judonchulus micoletzki ingår i släktet Judonchulus och familjen Mononchidae. Inga underarter finns listade i Catalogue of Life.